# Almokalant
Almokalant je lek koji se koristi za tretiranje aritmije. On je blokator kalijumovog kanala. Putem experimenata na pacovima je utvrđeno da ima teratogene efekte.